# 빗면

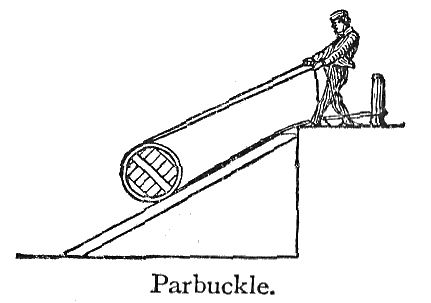

빗면(문화어: 비탈면)은 가장 원시적인 도구의 하나로, 높이가 다른 지점을 잇는 평평한 면을 이른다. 어떤 무거운 물체를 들 때 수직으로 드는 것보다 빗면을 이용해서 미는 것이 훨씬 쉽다. 그 이유는 더 긴 거리를 가기 때문에 하는 일은 같지만, 더 적은 힘을 이용해서 들어올릴 수 있기 때문이다.
W=F↓×s↑
힘의 이득, 이동거리 손해

## 활용되는 예
나사와 볼트와 너트 등이 있다.
장애인들을 위한 빗면으로써 장애인들이 타고 다니는 휠체어에 빗면의 원리가 쓰이기도 한다.

## 역학
일의 등시성에 의거해, 마찰을 무시한다면 더 적은 힘을 들이는 대신 더 긴 거리를 가기 때문에 하는 일은 같다.
엄밀하게 말하면 마찰 때문에 해야 하는 일은 더 많다.

## 같이 보기
- 기울기 또는 경사